# Martin Höpner
Martin Höpner (* 27. November 1969 in Heidelberg) ist ein deutscher Politikwissenschaftler und Forschungsgruppenleiter am Kölner Max-Planck-Institut für Gesellschaftsforschung (MPIfG). 

## Werdegang
Höpner wuchs in Oldenburg auf und studierte von 1992 bis 1998 Politikwissenschaft und Germanistik an der Universität Heidelberg. 1999 wurde er Promovend in einem am Max-Planck-Institut für Gesellschaftsforschung angesiedelten und von der Hans Böckler Stiftung geförderten Forschungsverbund zur Internationalisierung der deutschen Arbeitsbeziehungen. Seine Dissertationsschrift mit dem Titel „Wer beherrscht die Unternehmen? Shareholder Value, Managerherrschaft und Mitbestimmung in Deutschland“ verteidigte er 2002 an der Universität Hagen. Es folgten ein Forschungsaufenthalt am Center for European Studies der Harvard University und die 2007 absolvierte Habilitation zum Thema „Organisierter Kapitalismus in Deutschland: Komplementarität, Politik, Niedergang“. Seit 2008 ist Höpner am MPIfG Leiter einer unabhängigen Forschungsgruppe zur Politischen Ökonomie der europäischen Integration und seit 2013 außerplanmäßiger Professor an der Wirtschaft- und Sozialwissenschaften Fakultät der Universität zu Köln. 
Seit 2016 ist Höpner regelmäßiger Autor des Online-Magazins Makroskop. Außerdem ist er Mitglied der Gesellschaft für sozioökonomische Bildung und Wissenschaft (GSÖBW).

## Forschungsbereiche
Höpners Schwerpunktgebiet ist die Vergleichende Politische Ökonomie. In seiner Dissertationsschrift und bis zur Habilitation beschäftigte er sich mit den Arbeitsbeziehungen, mit der Unternehmenskontrolle (Corporate Governance) und mit Theorien über Produktionsregime („Spielarten des Kapitalismus“). Seither betreibt er schwerpunktmäßig Forschung über die Politische Ökonomie der europäischen Integration mit besonderem Augenmerk auf den Euro sowie auf die Asymmetrie zwischen marktschaffender und marktkorrigierender europäischer Politik und Rechtsprechung.

## Ausgewählte Schriften
- 2003: Wer beherrscht die Unternehmen? Shareholder Value, Managerherrschaft und Mitbestimmung. Frankfurt/New York: Campus.
- mit Gregory Jackson, 2006: Revisiting the Mannesmann Takeover: How Markets for Corporate Control Emerge. In: European Management Review 3, 3, 142–155.
- mit John W. Cioffi, 2006: Das parteipolitische Paradox des Finanzmarktkapitalismus. Aktionärsorientierte Reformen in Deutschland, Frankreich, Italien und den USA. In: Politische Vierteljahresschrift 47, 3, 419–440.
- 2007: Corporate Governance Reform and the German Party Paradox. In: Comparative Politics 39, 4, 401–420.
- mit  Armin Schäfer, 2010: A New Phase of European Integration: Organized Capitalisms in Post-Ricardian Europe. In: West European Politics 33, 2, 344–368.
- 2011: Der europäische Gerichtshof als Motor der europäischen Integration: Eine akteursbezogene Erklärung. In: Berliner Journal für Soziologie 21, 2, 203–229.
- mit Armin Schäfer, 2012: Embeddedness and Regional Integration. Waiting for Polanyi in a Hayekian Setting. In: International Organization 66, 3, 429–455.
- mit Bojan Jurczyk, 2012: Kritik des Eurobarometers. Über die Verwischung der Grenze zwischen seriöser Demoskopie und interessengeleiteter Propaganda. In: Leviathan 40, 3, 326–349.
- mit Mark Lutter, 2014: One Currency and Many Modes of Wage Formation. Why the Eurozone Is Too Heterogeneous for the Euro. MPIfG Discussion Paper 14/14. Köln: Max-Planck-Institut für Gesellschaftsforschung.
- 2015: Der integrationistische Fehlschluss. In: Leviathan 43, 1, 29–42.
- mit Lena Ehret, 2016: Endlich Subsidiarität? Die parlamentarische Subsidiaritätskontrolle am Beispiel von „Monti II“. In: Politische Vierteljahresschrift 57,3, 403–429.